# René Grimm
René Alfred Grimm (Saint-Imier, 29 dicembre 1900 – Saint-Imier, 29 agosto 1991) è stato un calciatore svizzero, di ruolo attaccante.

## Carriera

### Nazionale
Ha collezionato 5 presenze con la propria Nazionale.